# Cockta

Cockta-Logo

Cockta ist ein Erfrischungsgetränk aus Slowenien, dessen Hauptzutat die Hagebutten der Hundsrose sind. Es war 1953 das erste kohlensäurehaltige Erfrischungsgetränk Jugoslawiens (zu dem Slowenien bis 1991 gehörte) und verbreitete sich von Slowenien aus im ganzen Land.

## Geschichte
Die Geschichte Cocktas begann in den frühen 1950ern. Die Führung des Unternehmens Slovenijavino wollte ein originales, slowenisches Erfrischungsgetränk auf den Markt bringen, um mit ausländischen Produkten wie Coca-Cola konkurrieren zu können.
Der Lebensmittelchemiker Emerik Zelinka, ein Angestellter in den Entwicklungslabors von Slovenijavino, entwickelte ein Getränk, dessen Geschmack sich von ähnlichen Erfrischungsgetränken unterschied und das das erste kohlensäurehaltige Erfrischungsgetränk Jugoslawiens war. Seine Hauptzutat sind Hagebutten der Hundsrose, die bis dahin vorwiegend für Hagebuttentee verwendet wurden. Zudem tragen Zitronen und Auszüge aus elf verschiedenen Kräutern zum Geschmack bei. Im Gegensatz zu Cola enthält es kein Koffein. Der Name Cockta wurde auf Grund dieses „Cocktails“ aus verschiedenen Zutaten gewählt.
Die Entwicklung und Vermarktung des neuen Cockta war eines der ersten marketingorientierten Projekte in Slowenien. Der Architekturstudent Sergej Pavlin entwarf das Logo und die für Cockta charakteristische Flasche, deren Form sich an der zeitgenössischen Bierflasche orientierte, sowie die Kartonverpackung und die Werbegestaltung für die Lieferfahrzeuge.

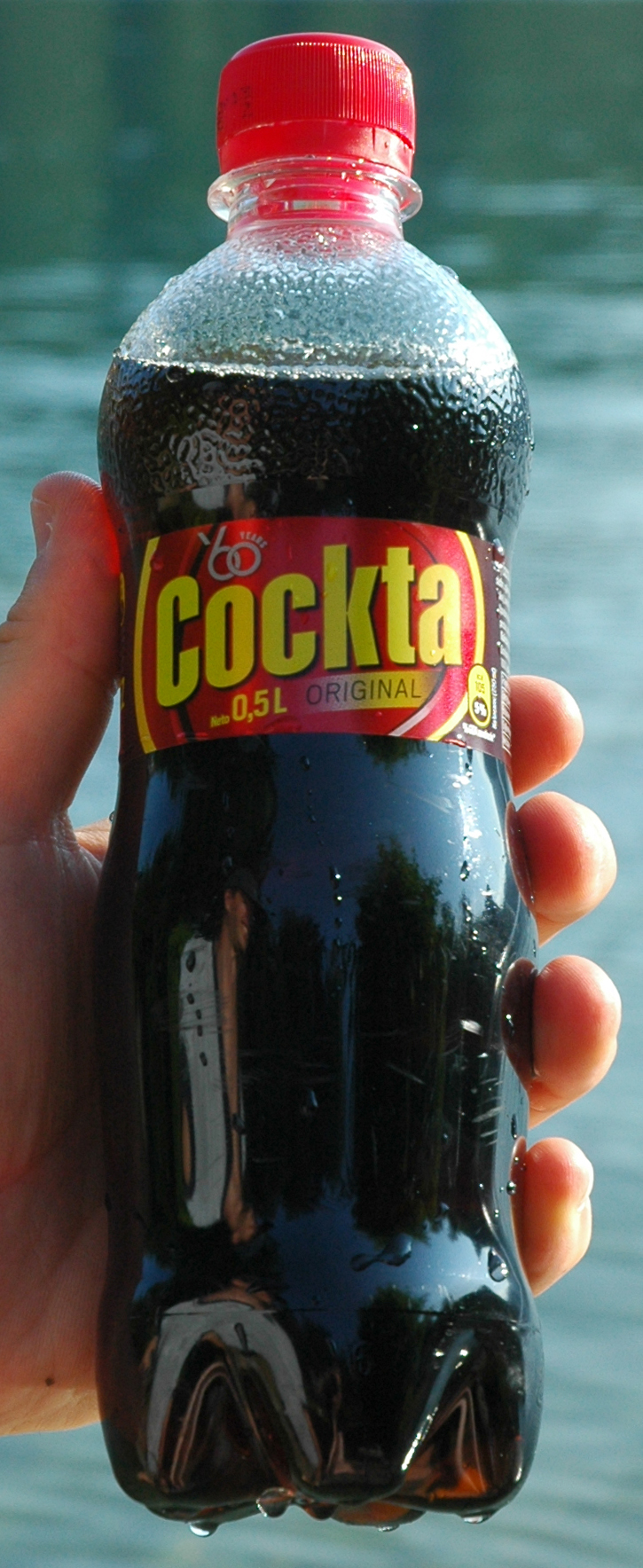
Eine Plastikflasche Cockta (2013).

Cockta und das zugehörige Logo wurden der Öffentlichkeit erstmals im März 1953 während des Skisprungturniers in Planica präsentiert. Es wurde landesweit beworben, das Gesicht der Kampagne war eine blauäugige, sonnengebräunte junge Frau mit Pferdeschwanz, die eine Flasche des neuen Getränkes hielt.
Im ersten Jahr der Produktion wurden allein in Slowenien vier Millionen Flaschen Cockta verkauft. Die Verkaufszahlen stiegen auf 80 Millionen verkaufte Flaschen im Jahr 1967 an. Von Slowenien aus verbreitete sich Cockta in ganz Jugoslawien, wo sowohl von Slovenijavino als auch in Lizenz produziert und abgefüllt wurde.
Nach dem Zerfall Jugoslawiens und der Unabhängigkeit Sloweniens 1991 sank der Marktanteil zunächst und es drohte ein Ende der Marke. Im Jahr 2000 wurde Cockta vom Lebensmittelunternehmen Kolinska gekauft, das später mit Droga zu Droga Kolinska fusionierte. Der neue Eigentümer platzierte Cockta im Zuge der Retrowelle – vergleichbar etwa mit Afri-Cola – mit überarbeitetem Design erfolgreich neu auf dem Markt und Cockta erlebte einen erneuten Aufschwung. Die slowenische Droga Kolinska wurde im Juli 2010 von der kroatischen Atlantic grupa übernommen.

## Werbeslogans
- 1980 – Pijača naše i vaše mladosti (Das Getränk Deiner und unserer Jugend)
- 1983 – Še vedno najboljša (Immer noch das Beste)
- 2001 – Prve ne pozabiš nikoli (Du wirst dein Erstes nie vergessen)
- 2002 – Cockte pogrešam (Ich vermisse Cockta, phonetisch gelesen als: Ich vermisse Dich)
- 2005 – Ješ MaxCards, Spiš MaxCards, Piješ Cockto! (Du isst MaxCards, Du schläfst MaxCards, Du trinkst Cockta!)
- Bez kofeina – bez kisline – bez heca! (Kein Koffein – Keine Säure – Kein Scherz!)